# باركلي كارد أرينا
باركلي كارد أرينا هي صالة متعددة الأستخدامات تقع في هامبورغ، ألمانيا.